# Revers (onderscheiding)
Een revers is een document waarin de drager van een onderscheiding belooft, dat hij wanneer hij binnen de orde tot een hogere rang wordt benoemd zijn versierselen of versiersel, soms ook de gedrukte statuten, aan de kanselarij zal terugsturen. Het revers heeft ook een passage waarin wordt vermeld dat de decorandus maatregelen moet nemen om ervoor te zorgen dat de versierselen na zijn dood door de erven worden geretourneerd.
In de 19e eeuw werd een door de kanselarij verstrekte geborduurde ster in Nederland en Oostenrijk het revers nadrukkelijk genoemd. De kanselarij kreeg vaak vuile en versleten sterren terug die niet opnieuw konden worden uitgereikt.
Veel landen hanteerden en hanteren bij het revers een wederkerigheidsprincipe, wanneer de eigen onderdanen van land X wordt toegestaan om de versierselen van land Y te houden staat men het de onderdanen van land Y toe om de onderscheidingen van land X op hun beurt te houden.
Zweden, Noorwegen en vooral Denemarken staan erop dat men de onderscheidingen van hùn orden altijd terugstuurt. Deze zijn dan ook erg kostbaar en fraai uitgevoerd. De Noorse regering nam zozeer aanstoot aan het niet retourneren van de versierselen van de Orde van Sint Olaf, sterren, ketens en kruisen die vervolgens voor veel geld werden verkocht, dat er voor niet koninklijke vreemdelingen een nieuwe Orde van Verdienste werd ingesteld.